# Лимончино (Ливорно)
Лимончино је насеље у Италији у округу Ливорно, региону Тоскана.
Према процени из 2011. у насељу је живело 186 становника. Насеље се налази на надморској висини од 74 м.